# Vịnh Ba Tư

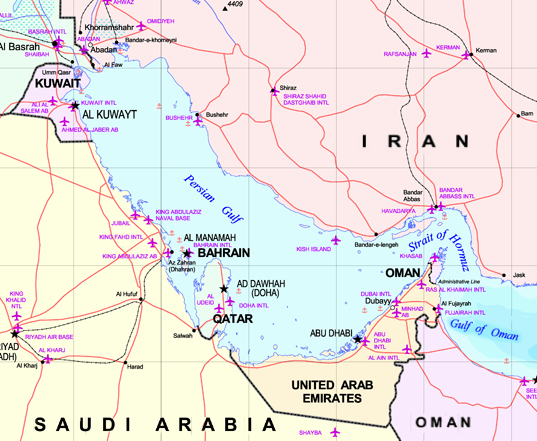
Vịnh Ba Tư

Vịnh Ba Tư, hay Vịnh Péc-xích là một eo biển nông thuộc Ấn Độ Dương nằm giữa Bán đảo Ả Rập và vùng tây nam Iran. Vịnh Ba Tư giáp Kuwait và Iraq về phía tây bắc, Iran về phía bắc và đông bắc, Ả Rập Xê Út và Qatar về phía tây và tây nam, các Tiểu Vương quốc Ả Rập Thống nhất và một phần Oman về phía nam và đông nam.

## Địa lý
Với tổng diện tích mặt nước vào khoảng 251.000 km², nơi rộng nhất của vịnh này là 989 km từ bờ biển phía Iran tới Ả Rập Xê Út, nơi hẹp nhất là 56 km ở Eo biển Hormuz, cũng là cửa thông của vịnh ra đại dương.
Đầu phía tây bắc của vịnh là châu thổ Shatt al-Arab, nơi hai con sông Tigris và Euphrates hòa nước vào vịnh.
Chiều sâu trung bình 50 m, nơi sâu nhất khoảng 90 m.

## Tiềm năng khoáng chất
Vịnh Ba Tư và vùng duyên hải là nguồn cung cấp dầu thô lớn nhất thế giới. Cũng vì đó, kỹ nghệ dầu hỏa chiếm địa vị chính trong vùng. Al-Safaniya là vũng dầu ngầm dưới biển lớn nhất. Ngoài dầu thô, Vịnh Ba Tư còn có dự trữ khí đốt thiên nhiên rất lớn. Đây là nền móng cho kỹ nghệ khí đốt dạng lỏng (liquified natural gas) rất phát triển tại Qatar.
Vịnh Ba Tư thường được biết đến là nơi xảy ra cuộc chiến Vùng Vịnh lần thứ nhất.